# Das gestohlene Hotel
Das gestohlene Hotel ist ein Kriminalfilm von 1918 der Filmreihe Phantomas.

## Handlung
Das Hotel wird samt Detektiv gestohlen. (Inhaltsbeschreibung nach GECD #23667)
Der Besitzer des Hotels Astoria bittet den Detektiv Phantomas um Hilfe, da in seinem Hotel Juwelendiebstähle vorkämen. Der Detektiv übernahm den Fall und eruierte trotz mehrmaliger Missgriffe in dem Hotelportier den Täter. (Inhaltsbeschreibung in Der Kinobesitzer Nr. 35 u. 36, 1. Mai 1918.)

## Hintergrund
Die Produktionsfirma war die Greenbaum-Film GmbH Berlin und/oder die DMB Deutsche Mutoskop- und Biograph GmbH Berlin. Der Film hatte eine Länge von vier Akten auf 1391 bzw. 1513 Metern, dies entspricht ca. 76 bzw. 83 Minuten. Die Polizei Berlin belegte ihn mit einem Jugendverbot (Nr. 41494), ebenso wie die Reichsfilmzensur am 9. Januar 1924 (Nr. 8019). Die Polizei München verbot die Ankündigung als Detektivfilm (Nr. 26774, 26775, 26776, 26777).

## Aufführung
Der Film Das gestohlene Hotel. Detektivdrama in 4 Akten lief am 4. Juni 1918 im Drei Mohren-Kino in Neumarkt in der Oberpfalz zusammen mit dem dreiaktigen Hedda-Vernon-Lustspiel Hans im Glück und dem ebenfalls dreiaktigen Drama Regina.
In Österreich wurde er am 13. IX. in einer Länge von 1450 Metern (bei 16 2/3 BpS 79 1/2 Min.) und unter Schulverbot als „Detektivkomödie“ aufgeführt.

## Belege
1. ↑  Das gestohlene Hotel bei The German Early Cinema Database, DCH Cologne.
2. ↑  Das gestohlene Hotel bei The German Early Cinema Database, DCH Cologne.
3. ↑  Das gestohlene Hotel bei filmportal.de
4. ↑  Das gestohlene Hotel bei The German Early Cinema Database, DCH Cologne.
5. ↑  Das gestohlene Hotel bei filmportal.de
6. ↑  Filmlängenrechner, Bildfrequenz: 16 2/3
7. ↑   Laut Anzeige im Neumarkter Tagblatt Nr. 126 vom 4. Juni 1918. Vgl. neumarkt.de
8. ↑   verliehen durch die Filmleihanstalt Friese & Co., vgl. Der Kinobesitzer Nr. 35 u. 36, 1.Mai 1918, S. 18, on line bei ANNO